# Mesopotamichthys
Mesopotamichthys is een geslacht van straalvinnige vissen uit de familie van Cyprinidae (Eigenlijke karpers).

## Soort
- Mesopotamichthys sharpeyi (Günther, 1874)